# Condeau
Condeau és un municipi francès situat al departament de l'Orne i a la regió de Normandia. L'any 2007 tenia 397 habitants.

## Demografia

### Població
El 2007 la població de fet de Condeau era de 397 persones. Hi havia 160 famílies de les quals 36 eren unipersonals (24 homes vivint sols i 12 dones vivint soles), 48 parelles sense fills, 72 parelles amb fills i 4 famílies monoparentals amb fills.
La població ha evolucionat segons el següent gràfic:
Habitants censats

### Habitatges
El 2007 hi havia 216 habitatges, 157 eren l'habitatge principal de la família, 41 eren segones residències i 17 estaven desocupats. 213 eren cases i 3 eren apartaments. Dels 157 habitatges principals, 136 estaven ocupats pels seus propietaris, 13 estaven llogats i ocupats pels llogaters i 8 estaven cedits a títol gratuït; 1 tenia una cambra, 9 en tenien dues, 31 en tenien tres, 46 en tenien quatre i 70 en tenien cinc o més. 100 habitatges disposaven pel capbaix d'una plaça de pàrquing. A 63 habitatges hi havia un automòbil i a 84 n'hi havia dos o més.

### Piràmide de població
La piràmide de població per edats i sexe el 2009 era:
| Homes | Edats   | Dones |
| ----- | ------- | ----- |
| 0     | 95 o +  | 0     |
| 0     | 90 a 94 | 0     |
| 0     | 85 a 89 | 0     |
| 0     | 80 a 84 | 0     |
| 8     | 75 a 79 | 4     |
| 8     | 70 a 74 | 16    |
| 4     | 65 a 69 | 4     |
| 4     | 60 a 64 | 0     |
| 0     | 55 a 59 | 8     |
| 12    | 50 a 54 | 8     |
| 16    | 45 a 49 | 4     |
| 8     | 40 a 44 | 8     |
| 24    | 35 a 39 | 12    |
| 24    | 30 a 34 | 16    |
| 4     | 25 a 29 | 28    |
| 4     | 20 a 24 | 4     |
| 12    | 15 a 19 | 8     |
| 8     | 10 a 14 | 12    |
| 20    | 5 a 9   | 4     |
| 24    | 0 a 4   | 8     |

## Economia
El 2007 la població en edat de treballar era de 249 persones, 208 eren actives i 41 eren inactives. De les 208 persones actives 190 estaven ocupades (97 homes i 93 dones) i 18 estaven aturades (12 homes i 6 dones). De les 41 persones inactives 10 estaven jubilades, 7 estaven estudiant i 24 estaven classificades com a «altres inactius».

### Ingressos
El 2009 a Condeau hi havia 157 unitats fiscals que integraven 401,5 persones, la mediana anual d'ingressos fiscals per persona era de 18.152 €.

### Activitats econòmiques
Dels 16 establiments que hi havia el 2007, 5 eren d'empreses de construcció, 4 d'empreses de comerç i reparació d'automòbils, 1 d'una empresa de transport, 2 d'empreses d'hostatgeria i restauració, 2 d'empreses de serveis, 1 d'una entitat de l'administració pública i 1 d'una empresa classificada com a «altres activitats de serveis».
Dels 6 establiments de servei als particulars que hi havia el 2009, 2 eren paletes, 1 fusteria, 1 lampisteria, 1 electricista i 1 perruqueria.
L'any 2000 a Condeau hi havia 13 explotacions agrícoles que ocupaven un total de 882 hectàrees.

## Poblacions més properes
El següent diagrama mostra les poblacions més properes.